# 현대 투싼ix FCEV
현대 투싼ix FCEV는 현대자동차가 세계 최초로 개발한 양산형 수소차 모델이다. 세계적으로 혼다 FCX 클라리티(2008), 메르세데스 벤츠 F-Cell 등 다른 모델이 많이 개발되었으나, 대량생산은 세계 최초로라고 주장하지만 논란이 있는 것도 사실. 2013년 LA 모터쇼에서 헤프닝은 이런 논란을 잘 나타낸다. 모터쇼에서 현대차는 투싼을 '세계 최초의 양산 수소 연료전지차'라고 홍보했지만 기자들은 고개를 갸웃거렸다는 후문. 혼다는 이미 캘리포니아에서 리스를 통해 수년전부터 수소연료전지차를 판매하고 있기 때문에 기자들은 모두 혼다 수소차를 알고 있는 상황인데 현대차는 투싼은 '양산모델'이라면서 애써 차별화를 하려는 모습이었다. 이마저도 최초의 양산 모델 이라는설명도 미미한 양산량 및 판매량으로 매우 큰 논란거리이다.
2010년 3월 제네바모터쇼에서 처음 공개되었으며, 3년 만에 양산 체제를 구축했다. 2012년 9월 덴마크 코펜하겐 시에 현대차가 개발한 미래자동차 투싼iX35 수소연료전지차(FCEV)가 관용차로 15대 수출 공급계약을 맺었다.
기존의 주유소와 같은 개념인 수소충전소에서 5분간 수소를 충전하면 635km를 달린다. 휘발유로 치면 리터당 31 km 연비이다.

## 수소충전소 확대
세계 최초의 대량생산형 수소차를 출시했음에도 불구하고, 유럽이나 미국과 달리 한국 정부가 전국에 수소충전소를 세울 계획이 없어 문제점으로 지적되고 있다. 2013년 현재 한국에는 13곳, 일본에는 16곳의 수소충전소가 있다.

## 상용화
2016년 12월 울산광역시에서 수소택시가 상용화되었으며, 환경부와 울산광역시가 이 차종을 구입하는 공공기관과 민간 법인에 대해 각각 2,750만원씩 지원한다고 밝혔다. 2017년 상반기 광주광역시에서도 도입되었다. 그리고 2018년에는 후속 차종 넥쏘가 시판되어 단종되었다.

## 차량 사진

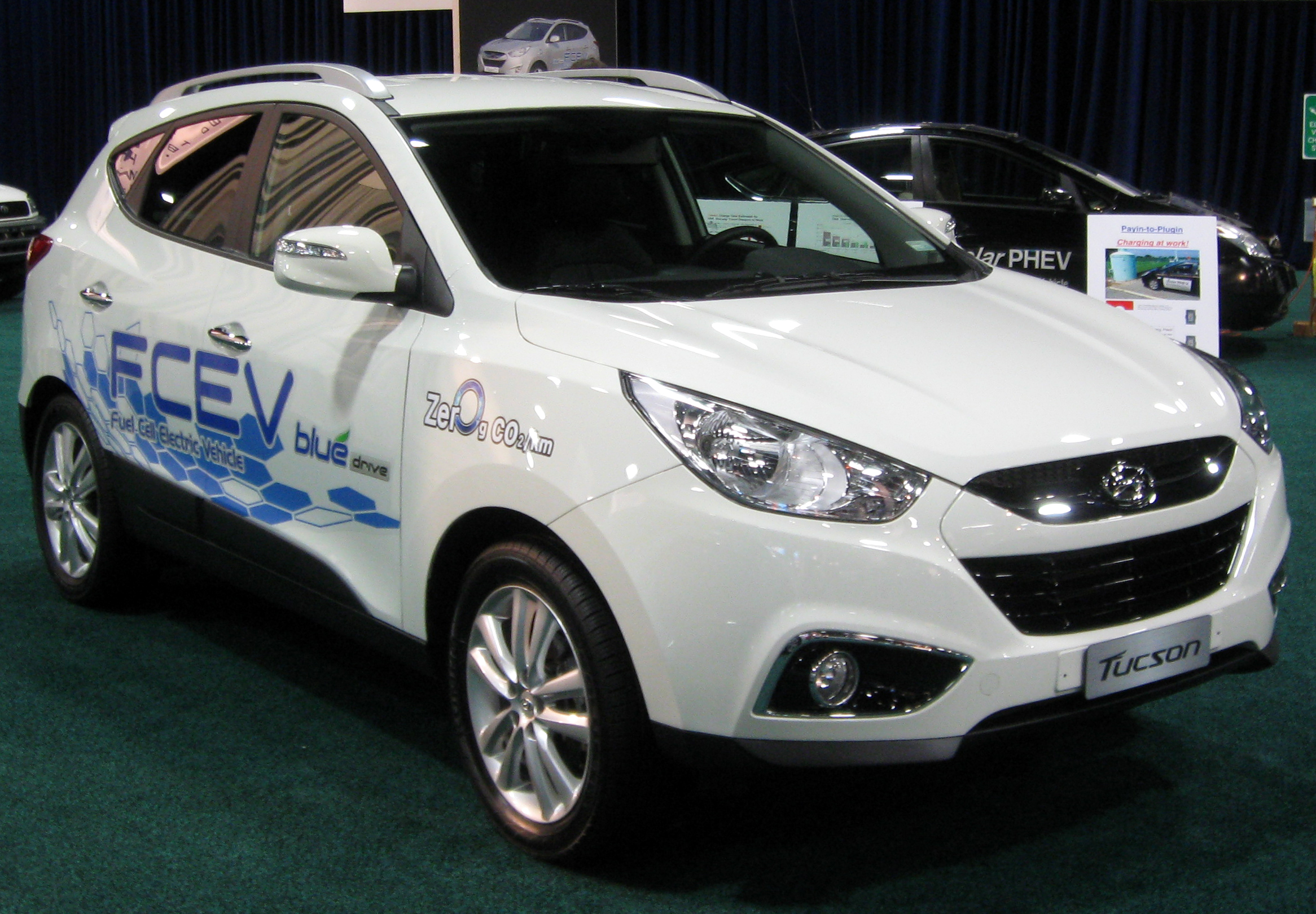
현대 투싼 ix Fuel Cell (전기형) 정측면
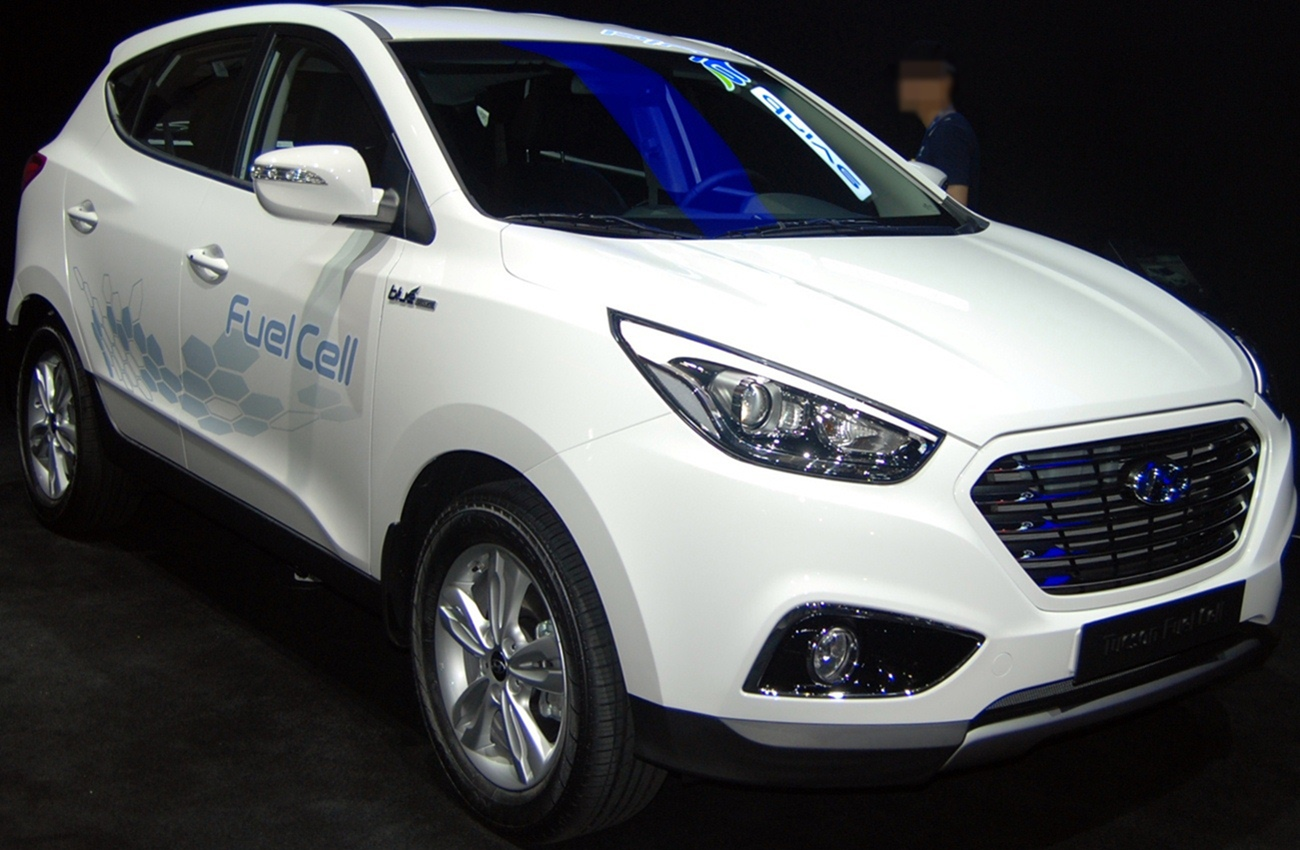
현대 뉴 투싼 ix Fuel Cell (후기형) 정측면
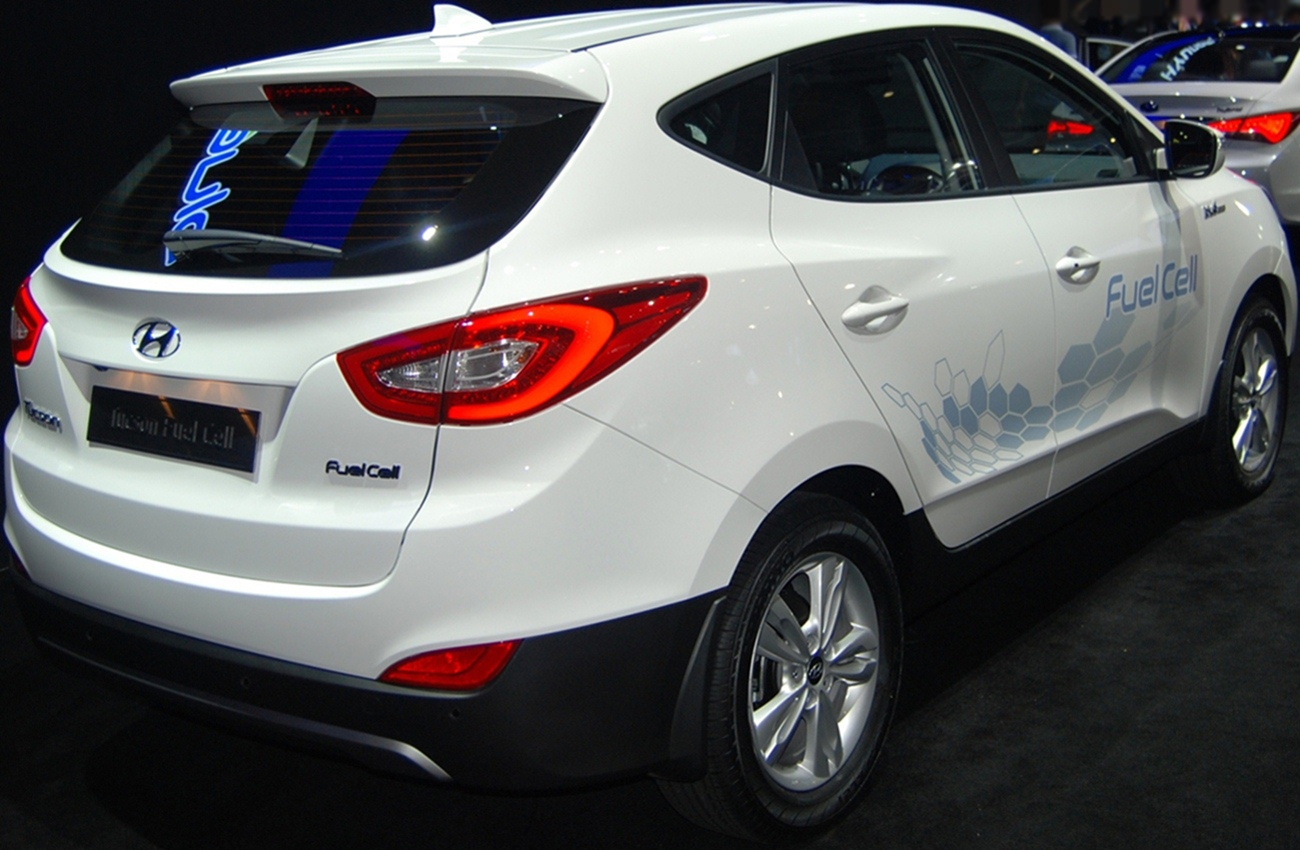
현대 뉴 투싼 ix Fuel Cell (후기형) 후측면

## 같이 보기
- 현대 넥쏘